# Jamella mimica
Jamella mimica är en insektsart som beskrevs av Medler 1990. Jamella mimica ingår i släktet Jamella och familjen Flatidae. Inga underarter finns listade i Catalogue of Life.